# Tadeusz Zaydel
Tadeusz Zaydel war ein polnischer Skisportler.

## Werdegang
Zaydel war Mitglied des SN PTT-1907 Klub Sportowy Kemping Zakopane und dort einer der bedeutendsten polnischen Skispringer zu seiner Zeit. 1923 wurde er polnischer Juniorenmeister. Bereits ein Jahr später holte er dann die Silbermedaille bei den polnischen Meisterschaften im Skispringen.
Bei der Nordischen Skiweltmeisterschaft 1925 in Johannesbad landete Zaydel im Skisprung-Einzel auf Rang 38, bevor er den Skilanglauf über 18 km als 82. beendete. Im Skispringen stellte er mit 40,5 Metern einen neuen polnischen Rekord auf.
Bei den Olympischen Winterspielen 1928 war er als Soldat Teilnehmer der polnischen Mannschaft beim Militärpatrouillenlauf, die den siebten Platz erreichte.
Nach dem Ende seiner aktiven Laufbahn widmete sich Zaydel der Malerei.